# Communauté de communes Pays d’Apt-Luberon
Die Communauté de communes Pays d’Apt-Luberon ist ein französischer Gemeindeverband mit der Rechtsform einer Communauté de communes in den Départements Vaucluse und Alpes-de-Haute-Provence in der Region Provence-Alpes-Côte d’Azur. Sie wurde am 1. Januar  2014 gegründet und umfasst 25 Gemeinden. Der Verwaltungssitz befindet sich im Ort Apt. Die Besonderheit ist die Département-übergreifende Mitgliedschaft ihrer Gemeinden.

## Historische Entwicklung
Der Gemeindeverband ging im Jahr 2014 aus der Fusion der Vorgängerorganisationen Communauté de communes du Pays d’Apt und Communauté de communes du Pont Julien hervor.

## Mitgliedsgemeinden
| Gemeinde                                  | Einwohner 1. Januar 2022 | Fläche km² | Dichte Einw./km² | Code INSEE | Postleitzahl | Département             |
| ----------------------------------------- | ------------------------ | ---------- | ---------------- | ---------- | ------------ | ----------------------- |
| Apt                                       | 10.297                   | 44,57      | 231              | 84003      | 84400        | Vaucluse                |
| Auribeau                                  | 70                       | 7,50       | 9                | 84006      | 84400        | Vaucluse                |
| Bonnieux                                  | 1.166                    | 51,12      | 23               | 84020      | 84480        | Vaucluse                |
| Buoux                                     | 103                      | 17,54      | 6                | 84023      | 84480        | Vaucluse                |
| Caseneuve                                 | 519                      | 18,11      | 29               | 84032      | 84750        | Vaucluse                |
| Castellet-en-Luberon                      | 114                      | 9,84       | 12               | 84033      | 84400        | Vaucluse                |
| Céreste                                   | 1.195                    | 32,54      | 37               | 04045      | 04280        | Alpes-de-Haute-Provence |
| Gargas                                    | 3.020                    | 14,90      | 203              | 84047      | 84400        | Vaucluse                |
| Gignac                                    | 73                       | 8,15       | 9                | 84048      | 84400        | Vaucluse                |
| Goult                                     | 1.067                    | 23,77      | 45               | 84051      | 84220        | Vaucluse                |
| Joucas                                    | 348                      | 8,29       | 42               | 84057      | 84220        | Vaucluse                |
| Lacoste                                   | 453                      | 10,66      | 42               | 84058      | 84480        | Vaucluse                |
| Lagarde-d’Apt                             | 30                       | 21,79      | 1                | 84060      | 84400        | Vaucluse                |
| Lioux                                     | 287                      | 38,89      | 7                | 84066      | 84220        | Vaucluse                |
| Ménerbes                                  | 967                      | 30,27      | 32               | 84073      | 84560        | Vaucluse                |
| Murs                                      | 390                      | 31,27      | 12               | 84085      | 84220        | Vaucluse                |
| Roussillon                                | 1.318                    | 29,77      | 44               | 84102      | 84220        | Vaucluse                |
| Rustrel                                   | 682                      | 28,26      | 24               | 84103      | 84400        | Vaucluse                |
| Saignon                                   | 922                      | 19,60      | 47               | 84105      | 84400        | Vaucluse                |
| Saint-Martin-de-Castillon                 | 695                      | 38,21      | 18               | 84112      | 84750        | Vaucluse                |
| Saint-Pantaléon                           | 207                      | 0,78       | 265              | 84114      | 84220        | Vaucluse                |
| Saint-Saturnin-lès-Apt                    | 2.986                    | 75,79      | 39               | 84118      | 84490        | Vaucluse                |
| Sivergues                                 | 44                       | 9,39       | 5                | 84128      | 84400        | Vaucluse                |
| Viens                                     | 624                      | 34,59      | 18               | 84144      | 84750        | Vaucluse                |
| Villars                                   | 770                      | 30,05      | 26               | 84145      | 84400        | Vaucluse                |
| Communauté de communes Pays d’Apt-Luberon | 28.347                   | 635,65     | 45               | –          | –            | –                       |